# エドマンド (第2代ケント伯)
第2代ケント伯エドマンド（Edmund, 2nd Earl of Kent, 1326年ごろ - 1331年10月4日）は、イングランドの王族。初代ケント伯エドマンド・オブ・ウッドストックの長男。

## 生涯
エドマンドは1331年にケント伯位を継承したが、これは父である初代ケント伯エドマンド・オブ・ウッドストックが爵位を剥奪された翌年であった。母は第3代リデルのウェイク女男爵マーガレット・ウェイクであった。1330年、母の嘆願と父の有罪判決の撤回により、エドマンドはケント伯として認められた。エドマンドはその直後にわずか5歳で死去し、1歳の弟である第3代ケント伯ジョンが跡を継いだ。ジョンも22歳で死去し、ケント伯位は姉のジョーン・オブ・ケントが継承した。また、ケント伯位が別に創設され、ジョーンの最初の夫トマス・ホランドが初代ケント伯に叙せられた。